# Henry Winkler
Henry Franklin Winkler (New York, 1945. október 30. –) Primetime Emmy- és kétszeres Golden Globe-díjas amerikai színész, humorista, rendező, producer, és gyerekkönyv-szerző. Legismertebb szerepe Arthur "Fonzie" Fonzarelli a Happy Days című vígjátéksorozatban. Később Barry Zuckerkorn szerepét játszotta Az ítélet: család című sorozatban, illetve Sy Mittleman-t a Childrens Hospital sorozatban. További szerepei Dr. Saperstein a Városfejlesztési osztály című vígjátéksorozatból, illetve Eddie R. Lawson a Royal Pains című dramedyből. Jelenleg Gene Cousineau-t alakítja a Barry című műsorban.

## Életpályája
1945. október 30-án született Manhattan nyugati részében. Van egy nővére, Beatrice. Richard Belzer unokatestvére. Zsidó hitben nevelkedett.
Szülei Ilse Anna Marie (1913-1999) és Harry Irving Winkler (1903-1995) voltak. Ők német származású zsidók voltak, akik Berlinben nőttek fel. 1939-ben, a nácik hatalomra emelkedése után tudták, hogy nem biztonságos Németországban maradni, és eljöttek. Úgy volt, hogy Winkler nagybácsija, Helmut is csatlakozik hozzájuk, de végül úgy döntött, hogy később menekül (így a nácik elfogták).
Gyerekkorában ideges volt, mert rosszul teljesített az iskolában, illetve "lassúnak és hülyének" tartották. Emiatt nem volt jóban a szüleivel. Apja "buta kutyának" nevezte, és büntette őt a rossz iskolai eredményei miatt.
1963-ban érettségizett a McBurley School tanulójaként.  
Ezután az Emerson College tanulója volt.
Diszlexiás, ezért 31 éves korában olvasott először könyvet.

## Magánélete
1978. május 5-én házasodott össze Stacey Winklerrel. Két gyerekük van: Zoe Emily (1980-) és Max Winkler (1983-).

## Filmográfia

### Filmek
| Év   | Magyar cím                                      | Eredeti cím                                   | Szerep                              | Magyar hang                                            |
| ---- | ----------------------------------------------- | --------------------------------------------- | ----------------------------------- | ------------------------------------------------------ |
| 2021 | A Francia Kiadás                                | The French Dispatch                           | Joe bácsi                           |                                                        |
| 2021 | Flamik                                          | Extinct                                       | Jepson (hang)                       |                                                        |
| 2021 |                                                 | On the Count of Three                         | Dr. Brenner                         |                                                        |
| 2020 |                                                 | Pink Skies Ahead                              | Dr. Cotton                          |                                                        |
| 2020 | Scooby!                                         | Scoob!                                        | Keith (hang)                        | Rekop György                                           |
| 2017 |                                                 | All I Want for Christmas Is You               | Bill nagypapa                       |                                                        |
| 2016 |                                                 | Hank Zipzer's Christmas Catastrophe           | Mr. Rock                            |                                                        |
| 2016 |                                                 | Donald Trump's The Art of the Deal: The Movie | Ed Koch                             |                                                        |
| 2015 | Az utaskísérő – Senkit nem hagy kielégítetlenül | Larry Gaye: Renegade Male Flight Attendant    | Stanley Warner                      | Áron László                                            |
| 2012 | A maflás                                        | Here Comes the Boom                           | Marty Streb                         | Tahi Tóth László                                       |
| 2010 | Szexterápia                                     | Group Sex                                     | Burton                              | Sörös Sándor                                           |
| 2008 |                                                 | Merry Christmas, Drake & Josh                 | Newman bíró                         |                                                        |
| 2008 |                                                 | The Most Wonderful Time of the Year           | Ralph bácsi                         |                                                        |
| 2008 | Ne szórakozz Zohannal!                          | You Don't Mess with the Zohan                 | Utas a limuzinban                   | Rudas István                                           |
| 2007 |                                                 | A Plumm Summer                                | Happy Herb                          |                                                        |
| 2007 | Anyád lehetnék                                  | I Could Never Be Your Woman                   | önmaga                              | Rosta Sándor (1. szinkron) Bartók László (2. szinkron) |
| 2006 | Távkapcs                                        | Click                                         | Ted Newman                          | Szombathy Gyula                                        |
| 2006 |                                                 | Unbeatable Harold                             | Fullerton                           |                                                        |
| 2005 | A gyerek, meg én                                | The Kid & I                                   | Johnny Bernstein                    | Ujréti László                                          |
| 2005 | Egyetemi évek                                   | Berkeley                                      | Sy Sweet                            | Rosta Sándor                                           |
| 2004 |                                                 | Beverly Hills S.U.V.                          | Barry Silverman                     |                                                        |
| 2003 |                                                 | Smart and Sober                               | önmaga                              |                                                        |
| 2003 | Stanley, a szerencse fia                        | Holes                                         | Stanley Yelnats III                 | Sörös Sándor                                           |
| 2000 | Sátánka – Pokoli poronty                        | Little Nicky                                  | önmaga                              |                                                        |
| 2000 | Rád vagyok kattanva                             | Down to You                                   | Ray Connelly                        | Bácskai János                                          |
| 1998 | A vizesnyolcas                                  | The Waterboy                                  | Klein edző                          | Barbinek Péter                                         |
| 1998 | Pánik az irányítótoronyban                      | Ground Control                                | John Quinn                          |                                                        |
| 1997 | Gyilkos indulat                                 | Detention: The Siege at Johnson High          | Skip Fine                           |                                                        |
| 1996 | Sikoly                                          | Scream                                        | Arthur Himbry igazgató              | Szokolay Ottó                                          |
| 1996 | Apa zűrös hete                                  | Dad's Week Off                                | Jack Potter                         | Székhelyi József                                       |
| 1995 |                                                 | A Child Is Missing                            | Steven Moore                        |                                                        |
| 1994 | Egy karácsony együtt                            | One Christmas                                 | Apa                                 | Sörös Sándor                                           |
| 1991 |                                                 | Absolute Strangers                            | Marty Klein                         |                                                        |
| 1989 |                                                 | Alida's Problem?                              | Carl Conway (hang)                  |                                                        |
| 1985 |                                                 | A Girl Named Alida                            | Carl Conway (hang)                  |                                                        |
| 1984 |                                                 | Strong Kids, Safe Kids                        | Arthur "Fonzie" Fonzarelli / önmaga |                                                        |
| 1982 | Éjszakai műszak                                 | Night Shift                                   | Chuck Lumley                        | Lux Ádám (1. szinkron) Rudolf Péter (2. szinkron)      |
| 1978 |                                                 | An American Christmas Carol                   | Benedict Slade                      |                                                        |
| 1978 |                                                 | The One and Only                              | Andy Schmidt                        |                                                        |
| 1977 | Hősök                                           | Heroes                                        | Jack Dunne                          | Schnell Ádám                                           |
| 1975 |                                                 | Katherine                                     | Bob Kline                           |                                                        |
| 1974 |                                                 | Nightmare                                     | színész                             |                                                        |
| 1974 | A lordok bandája                                | The Lords of Flatbush                         | Butchey Weinstein                   | Csonka András                                          |
| 1974 | Kattant Joe                                     | Crazy Joe                                     | Mannie                              |                                                        |

### Televíziós szerepek
| Év                   | Magyar cím                               | Eredeti cím                                                | Szerep                                             | Megjegyzések                              |
| -------------------- | ---------------------------------------- | ---------------------------------------------------------- | -------------------------------------------------- | ----------------------------------------- |
| 2022                 | Emberi erőforrások                       | Human Resources                                            | Keith (hang)                                       | mellékszereplő magyar hangja Vida Péter   |
| 2021                 |                                          | Fairfax                                                    | Bernie (hang)                                      | 1 epizód                                  |
| 2021                 | Konspirációs korporáció                  | Inside Job                                                 | Melvin Stupowitz (hang)                            | 1 epizód                                  |
| 2021                 | Fecsegő tipegők                          | Rugrats                                                    | Boris Kropotkin (hang)                             | mellékszereplő magyar hangja Beregi Péter |
| 2021                 |                                          | Central Park                                               | Hank Zevansky (hang)                               | 1 epizód                                  |
| 2021–                | Szörnyszakik                             | Monsters at Work                                           | Fritz (hang)                                       | főszereplő magyar hangja Kassai Károly    |
| 2021                 | Kacsamesék                               | DuckTales.                                                 | Bailiff (hang)                                     | 1 epizód                                  |
| 2020                 | Bubbi Guppik                             | Bubble Guppies                                             | Yeti (hang)                                        | 1 epizód                                  |
| 2020                 | Archibald következő nagy dobása          | Archibald's Next Big Thing                                 | Herman Sherman (hang)                              | 1 epizód                                  |
| 2020                 | Harc a vírus ellen                       | Medical Police                                             | Sy Mittleman                                       | 2 epizód                                  |
| 2019, 2021           | Vampirina                                | Vampirina                                                  | Dieter bácsi (hang)                                | 2 epizód                                  |
| 2019                 | Amerikai fater                           | American Dad!                                              | Gyermekvédelmi Ügynök (hang)                       | 1 epizód                                  |
| 2019                 | A galaxis őrzői                          | Guardians of the Galaxy                                    | Quill nagypapa (hang)                              | 1 epizód                                  |
| 2019                 | Üdv a Wayne-ben                          | Welcome to the Wayne                                       | Bob Wasserman (hang)                               | 1 epizód                                  |
| 2018–2023            | Barry                                    | Barry                                                      | Gene Cousineau                                     | főszereplő magyar hangja Csankó Zoltán    |
| 2017–2020            | Kutyapajtik                              | Puppy Dog Pals                                             | Télapó                                             | 5 epizód                                  |
| 2016–2017            |                                          | Better Late Than Never                                     | önmaga                                             | főszereplő                                |
| 2016                 | SpongyaBob Kockanadrág                   | SpongeBob SquarePants                                      | cápapofa (hang)                                    | 1 epizód                                  |
| 2016                 | Új csaj                                  | New Girl                                                   | Flip                                               | 1 epizód                                  |
| 2015                 | Nagyfater bátyó                          | Uncle Grandpa                                              | Sajtos nacho (hang)                                | 1 epizód                                  |
| 2015                 | Bob burgerfalodája                       | Bob's Burgers                                              | Télapó a bevásárlóközpontban (hang)                | mellékszereplő                            |
| 2015                 | Tömény történelem                        | Drunk History                                              | Zenas Fisk Wilber                                  | 1 epizód                                  |
| 2015                 | BoJack Horseman                          | BoJack Horseman                                            | önmaga (hang)                                      | 1 epizód                                  |
| 2015                 |                                          | Comedy Bang! Bang!                                         | Leonard Rascal                                     | 1 epizód                                  |
| 2014–2017            | Éljen Julien király!                     | All Hail King Julien                                       | Julien bácsi (hang)                                | 16 epizód magyar hangja Dolmány Attila    |
| 2014                 |                                          | Hollywood Game Night                                       | önmaga                                             | 1 epizód                                  |
| 2014–2016            | Hank Zipzer                              | Hank Zipzer                                                | Mr. Rock                                           | főszereplő magyar hangja Harsányi Gábor   |
| 2014, 2017           | Penn Zero, a félállású hős               | Penn Zero: Part-Time Hero                                  | hóember (hang)                                     | 2 epizód                                  |
| 2013–2015            | Városfejlesztési osztály                 | Parks and Recreation                                       | Dr. Lu Saperstein                                  | 9 epizód                                  |
| 2013                 |                                          | Mad                                                        | Jor-El (hang)                                      | 1 epizód                                  |
| 2013                 |                                          | 1600 Penn                                                  | Nathan Faxler                                      | 1 epizód                                  |
| 2013                 |                                          | Newsreaders                                                | Fred Nunley                                        | 1 epizód                                  |
| 2012, 2015           |                                          | Robot Chicken                                              | Nerd apja, Jason Bourne, karácsonyfa (hang)        | 2 epizód                                  |
| 2012                 | Éjjel-nappal szülők                      | Up All Night                                               | Marty Alexander                                    | 1 epizód                                  |
| 2012                 | Manny mester                             | Handy Manny                                                | Mr. Diller (hang)                                  | 1 epizód                                  |
| 2011                 | Batman: A bátor és a vakmerő             | Batman: The Brave and the Bold                             | Ambush Bug (hang)                                  | 1 epizód                                  |
| 2011                 | Dan a világ ellen                        | Dan Vs.                                                    | Hal (hang)                                         | 1 epizód                                  |
| 2010–2016            | Luxusdoki                                | Royal Pains                                                | Eddie R. Lawson                                    | 25 epizód                                 |
| 2010–2013            | Lego: Hero Factory                       | LEGO Hero Factory                                          | Nathaniel Zib professzor (hang)                    | mellékszereplő                            |
| 2010–2016            |                                          | Childrens Hospital                                         | Sy Mittleman                                       | főszereplő                                |
| 2009                 |                                          | Sit Down, Shut Up                                          | Willard Deutschebog (hang)                         | főszereplő                                |
| 2008–2009            | Gyilkos számok                           | NUMB3RS                                                    | Roger Bloom                                        | 3 epizód                                  |
| 2007                 |                                          | Odd Job Jack                                               | Devon (hang)                                       | 1 epizód                                  |
| 2006                 |                                          | The Interviews: An Oral History of Television              | önmaga                                             | 1 epizód                                  |
| 2005–2006            |                                          | Out of Practice                                            | Dr. Stewart Barnes                                 | főszereplő                                |
| 2005                 | Bostoni halottkémek                      | Crossing Jordan                                            | Dr. Jack Slocum                                    | 2 epizód                                  |
| 2005                 |                                          | Happy Days: 30th Anniversary Reunion                       | önmaga                                             | különkiadás vezető producer               |
| 2004                 | Texas királyai                           | King of the Hill                                           | önmaga (hang)                                      | 1 epizód                                  |
| 2004                 | Harmadik műszak                          | Third Watch                                                | Lester Martin                                      | 3 epizód                                  |
| 2003–2005, 2013–2019 | Az ítélet: család                        | Arrested Development                                       | Barry Zuckerkorn                                   | mellékszereplő                            |
| 2003–2005            |                                          | Clifford's Puppy Days                                      | Norville (hang)                                    | mellékszereplő                            |
| 2003                 | Azúrkék nyomok                           | Blue's Clues                                               | könyvjelző (hang)                                  | 1 epizód                                  |
| 2003                 | Clifford, a nagy piros kutya             | Clifford the Big Red Dog                                   | Artie (hang)                                       | 1 epizód                                  |
| 2002–2004            |                                          | Hollywood Squares                                          | önmaga                                             | 5 epizód vezető producer                  |
| 2002                 | Ozzy és Drix                             | Ozzy & Drix                                                | Sal Monella (hang)                                 | 1 epizód                                  |
| 2002                 | Esküdt ellenségek: Különleges ügyosztály | Law & Order: Special Victims Unit                          | Edwin Todd / Edward Crandall                       | 1 epizód                                  |
| 2001                 |                                          | The Drew Carey Show                                        | Mr. Newsome                                        | 1 epizód                                  |
| 2001                 |                                          | Big Apple                                                  | Mel Smith                                          | 1 epizód                                  |
| 2000                 |                                          | Battery Park                                               | Walter Dunleavy                                    | 1 epizód                                  |
| 1999                 | A Simpson család                         | The Simpsons                                               | Ramrod (hang)                                      | 1 epizód                                  |
| 1998                 | South Park                               | South Park                                                 | ijesztő szörny (hang)                              | 1 epizód                                  |
| 1997–1999            |                                          | Dead Man's Gun                                             | Phineas Newman / Hangman; Leo Sunshine / John Hays | 2 epizód vezető producer                  |
| 1995                 |                                          | The Larry Sanders Show                                     | önmaga                                             | 1 epizód                                  |
| 1994                 |                                          | Monty                                                      | Monty Richardson                                   | főszereplő vezető producer                |
| 1992                 |                                          | Happy Days: The Reunion                                    | önmaga                                             | különkiadás                               |
| 1985–1992            | MacGyver                                 | MacGyver                                                   | Wilton Newberry                                    | 1 epizód vezető producer                  |
| 1984                 |                                          | Donald Duck's 50th Birthday                                | önmaga                                             | különkiadás                               |
| 1982                 |                                          | Joanie Loves Chachi                                        | Arthur "Fonzie" Fonzarelli                         | 1 epizód rendező 1 epizódban              |
| 1982                 |                                          | Mork & Mindy/Laverne & Shirley/Fonz Hour                   | Arthur "Fonzie" Fonzarelli (hang)                  | 8 epizód                                  |
| 1980                 | Szezám utca                              | Sesame Street                                              | Arthur "Fonzie" Fonzarelli                         | 1 epizód                                  |
| 1980–1982            |                                          | The Fonz and the Happy Days Gang                           | Arthur "Fonzie" Fonzarelli (hang)                  | főszereplő                                |
| 1978                 | Egy úr az űrből                          | Mork & Mindy                                               | Arthur "Fonzie" Fonzarelli                         | 1 epizód                                  |
| 1978                 |                                          | Who Are the DeBolts? And Where Did They Get Nineteen Kids? | önmaga                                             | műsorvezető vezető producer               |
| 1977                 |                                          | The CBS Festival of Lively Arts for Young People           | önmaga / Romeo                                     | 1 epizód                                  |
| 1976–1979            |                                          | Laverne & Shirley                                          | Arthur "Fonzie" Fonzarelli                         | 5 epizód                                  |
| 1974                 |                                          | Paul Sand in Friends and Lovers                            | önmaga                                             | 1 epizód                                  |
| 1974                 |                                          | Rhoda                                                      | Howard Gordon                                      | 1 epizód                                  |
| 1974                 |                                          | The Bob Newhart Show                                       | Miles Lascoe                                       | 1 epizód                                  |
| 1974–1984            |                                          | Happy Days                                                 | Arthur "Fonzie" Fonzarelli                         | főszereplő                                |
| 1973                 |                                          | The Mary Tyler Moore Show                                  | Steve Waldman                                      | 1 epizód                                  |
| 1972                 |                                          | Another World                                              | Intern                                             | 1 epizód                                  |

### Produceri munkák
- ABC Afterschool Special: Run, Don’t Walk (1981)
- Airport 2000 (1983)
- Ryan's Főúr (1983)
- CBS Schoolbreak Special: "All the Kids Do It" (1984)
- Az ifjú Sherlock Holmes és a félelem piramisa (1985)
- Tuti dolog (1985)
- Scandal Sheet (1985)
- ABC Afterschool Special: A Family Again (1988)
- Sightings (1991–1997)
- So Weird (1999-2001)
- MacGyver (2016-2021)

### Rendezései
- A Smoky Mountain Christmas (1986)
- Mindez én vagyok (1988)
- Hátulgombolós hekus (1993)
- Dave's World (1995)
- Spinédzserek (1997)
- Sabrina, a tiniboszorkány (2000-2002)